# گروزدن
گروزدن (به بلغاری: Grozden) یک منطقهٔ مسکونی در بلغارستان است که در استان بورگاس واقع شده‌است.